# Élections sénatoriales de 2004 en Guadeloupe
Les élections sénatoriales en Guadeloupe ont eu lieu le dimanche 26 septembre 2004. Elles ont eu pour but d'élire les sénateurs représentant le département au Sénat pour un mandat de sept années.

## Contexte départemental
Lors des élections sénatoriales du 24 septembre 1995 en Guadeloupe, deux sénateurs ont été élus, un RPR et un PS.
Depuis, tous les effectifs du collège électoral des grands électeurs ont été renouvelés, avec les élections législatives françaises de 2002, les élections régionales françaises de 2004, les élections cantonales de 2001 et 2004 et les élections municipales françaises de 2001.

## Sénateurs sortants
| Sénateur | Sénateur               | Parti | Fonctions lors de l'élection en 1995                 |
| -------- | ---------------------- | ----- | ---------------------------------------------------- |
|          | Dominique Larifla      | GUSR  | Président du conseil général, maire de Petit-Bourg   |
|          | Lucette Michaux-Chevry | UMP   | Présidente du conseil régional, maire de Basse-Terre |

## Présentation des candidats et des suppléants
Les nouveaux représentants sont élus pour une législature de 7 ans au suffrage universel indirect par les 882 grands électeurs du département. En Guadeloupe, les sénateurs sont élus au scrutin majoritaire à deux tours. Compte tenu des évolutions démographiques, leur nombre change en 2004, passant de 2 à 3 sénateurs. Ils sont 17 candidats dans le département, chacun avec un suppléant.
| T/S | Candidats | Candidats                     | Parti | Principale fonction                          |
| --- | --------- | ----------------------------- | ----- | -------------------------------------------- |
| T   |           | Ernest Moutoussamy            | PPDG  | Conseiller régional, maire de Saint-François |
| S   |           |                               | PPDG  |                                              |
| T   |           | Félix Desplan                 | FGPS  | Conseiller général, maire de Pointe-Noire    |
| S   |           |                               | FGPS  |                                              |
| T   |           | Léo Andy                      | FGPS  | Ancien député, ancien conseiller général     |
| S   |           |                               | FGPS  |                                              |
| T   |           | Moïse Daniel                  | DVG   |                                              |
| S   |           |                               | DVG   |                                              |
| T   |           | Jean-Paul Eluther             | DVG   |                                              |
| S   |           |                               | DVG   |                                              |
| T   |           | Georges Louisor               | DVG   |                                              |
| S   |           |                               | DVG   |                                              |
| T   |           | Claudy Serin                  | DVG   |                                              |
| S   |           |                               | DVG   |                                              |
| T   |           | Edward Hatchi                 | DVG   |                                              |
| S   |           |                               | DVG   |                                              |
| T   |           | Jacques Gillot                | GUSR  | Président du conseil général                 |
| S   |           |                               | GUSR  |                                              |
| T   |           | Dominique Larifla             | GUSR  | Sénateur sortant                             |
| S   |           |                               | GUSR  |                                              |
| T   |           | Daniel Marsin                 | GUSR  | Maire des Abymes, ancien député              |
| S   |           |                               | GUSR  |                                              |
| T   |           | Léopold-Édouard Deher-Lesaint | ECO   |                                              |
| S   |           |                               | ECO   |                                              |
| T   |           | Hélin Rambhojan               | DIV   |                                              |
| S   |           |                               | DIV   |                                              |
| T   |           | Isbert Calvados               | DVD   |                                              |
| S   |           |                               | DVD   |                                              |
| T   |           | Blaise Aldo                   | UMP   | Conseiller régional, maire de Sainte-Anne    |
| S   |           |                               | UMP   |                                              |
| T   |           | Philippe Chaulet              | UMP   | Conseiller général, maire de Bouillante      |
| S   |           |                               | UMP   |                                              |
| T   |           | Lucette Michaux-Chevry        | UMP   | Sénatrice sortante, conseillère régionale    |
| S   |           |                               | UMP   |                                              |

## Résultats
| Candidat et parti politique | Candidat et parti politique   | Candidat et parti politique | Premier tour | Premier tour | Second tour | Second tour |
| Candidat et parti politique | Candidat et parti politique   | Candidat et parti politique | Voix         | %            | Voix        | %           |
| --------------------------- | ----------------------------- | --------------------------- | ------------ | ------------ | ----------- | ----------- |
|                             | Lucette Michaux-Chevry        | UMP                         | 430          | 50,83        |             |             |
|                             | Daniel Marsin                 | GUSR                        | 303          | 35,82        | 393         | 47,29       |
|                             | Jacques Gillot                | GUSR                        | 290          | 34,28        | 483         | 58,12       |
|                             | Ernest Moutoussamy            | PPDG                        | 278          | 32,86        | 303         | 36,46       |
|                             | Félix Desplan                 | FGPS                        | 243          | 28,72        | Retrait     | Retrait     |
|                             | Dominique Larifla             | GUSR                        | 165          | 19,50        | Retrait     | Retrait     |
|                             | Philippe Chaulet              | UMP                         | 142          | 16,78        | 78          | 9,39        |
|                             | Blaise Aldo                   | UMP                         | 140          | 16,55        | 94          | 11,31       |
|                             | Léo Andy                      | FGPS                        | 39           | 4,61         | Retrait     | Retrait     |
|                             | Georges Louisor               | DVG                         | 32           | 3,78         | Retrait     | Retrait     |
|                             | Edward Hatchi                 | DVG                         | 20           | 2,36         | 16          | 1,93        |
|                             | Jean-Paul Eluther             | DVG                         | 20           | 2,36         | Retrait     | Retrait     |
|                             | Isbert Calvados               | DVD                         | 14           | 1,65         | Retrait     | Retrait     |
|                             | Hélin Rambhojan               | DIV                         | 10           | 1,18         | Retrait     | Retrait     |
|                             | Léopold-Édouard Deher-Lesaint | ECO                         | 6            | 0,71         | Retrait     | Retrait     |
|                             | Claudy Serin                  | DVG                         | 3            | 0,35         | Retrait     | Retrait     |
|                             | Moïse Daniel                  | DVG                         | 2            | 0,24         | Retrait     | Retrait     |
|                             |                               |                             |              |              |             |             |
| Inscrits                    | Inscrits                      | Inscrits                    | 882          | 100,00       | 882         | 100,00      |
| Abstentions                 | Abstentions                   | Abstentions                 | 8            | 0,91         | 5           | 0,57        |
| Votants                     | Votants                       | Votants                     | 874          | 99,09        | 877         | 99,43       |
| Blancs et nuls              | Blancs et nuls                | Blancs et nuls              | 28           | 3,20         | 46          | 5,25        |
| Exprimés                    | Exprimés                      | Exprimés                    | 846          | 96,80        | 831         | 94,75       |